# Girijampete, Kolar
Girijampete là một làng thuộc tehsil Kolar, huyện Kolar, bang Karnataka, Ấn Độ.